# Phyllomyias fasciatus
Phyllomyias fasciatus е вид птица от семейство Tyrannidae. Видът е незастрашен от изчезване.

## Разпространение
Разпространен е в Аржентина, Боливия, Бразилия, Парагвай и Уругвай.
Популацията на вида е стабилна.